# Copa Pan-Americana de Voleibol Masculino Sub-19 de 2023
A Copa Pan-Americana de Voleibol Masculino Sub-19 de 2023 foi a 5.ª edição desta competição organizada pela Confederação da América do Norte, Central e Caribe de Voleibol (NORCECA) em parceria com a Federação Nacional de Voleibol de Guatemala (FGVB) que ocorreu entre os dias 13 e 18 de março, na Cidade da Guatemala, na Guatemala.
Repetindo a final da última edição, a seleção norte-americana conquistou o título da competição ao vencer a seleção mexicana por 3 sets a 0. Ambas as equipes garantiram vagas para o Campeonato Mundial Sub-19 de 2025. Na disputa pelo terceiro lugar, a seleção porto-riquenha superou a seleção costa-riquenha e completou o pódio do campeonato. O levantador norte-americano Tread Rosenthal foi eleito o melhor jogador do torneio.

## Equipes participantes
As seguintes seleções foram selecionadas para competir a Copa Pan-Americana Sub-19 de 2023.
| Grupo      | Equipe         | Última participação |
| A          |                |                     |
| ---------- | -------------- | ------------------- |
| A          | Belize         | Estreante           |
| A          | Costa Rica     | 2022                |
| A          | Estados Unidos | 2022                |
| A          | México         | 2022                |
| B          |                |                     |
| Guatemala  | 2022           |                     |
| Nicarágua  | 2019           |                     |
| Porto Rico | 2022           |                     |
| Suriname   | Estreante      |                     |

## Formato da disputa
O torneio foi divido na fase classificatória e na fase final. A fase classificatória foi disputada em turno único, com todas as equipes se enfrentando dentro de seu grupo. Os primeiros classificados de cada grupo avançaram para as semifinais, enquanto o segundo e terceiro colocados avançaram para as quartas de final. As equipes eliminadas nas quartas de final se juntaram as últimas equipes da fase classificatória para a disputa de composição de tabela.

### Critérios de desempate
1. Número de vitórias
2. Número de pontos
3. Razão dos sets
4. Razão dos pontos
5. Resultado da última partida entre os times empatados

- Partida com resultado final 3–0: 5 pontos para o vencedor e 0 pontos para o perdedor.
- Partida com resultado final 3–1: 4 pontos para o vencedor e 1 pontos para o perdedor.
- Partida com resultado final 3–2: 3 pontos para o vencedor e 2 pontos para o perdedor.

## Local das partidas
| Cidade da Guatemala, Guatemala |
| Domo Polideportivo de la CDAG  |
| ------------------------------ |
|                                |
| Capacidade: 7 500              |

## Fase classificatória
|  | Classificado para as semifinais       |
|  | Classificado para as quartas de final |
|  | Disputa do 5º ao 8º lugar             |

- Todas as partidas seguiram o horário local (UTC−6).

### Grupo A
|     |                |     | Jogos | Jogos | Jogos | Resultados | Resultados | Resultados | Resultados | Resultados | Resultados | Sets | Sets | Sets  | Pontos | Pontos | Pontos |
| Pos | Equipe         | Pts | T     | V     | D     | 3–0        | 3–1        | 3–2        | 2–3        | 1–3        | 0–3        | V    | P    | R     | V      | P      | R      |
| --- | -------------- | --- | ----- | ----- | ----- | ---------- | ---------- | ---------- | ---------- | ---------- | ---------- | ---- | ---- | ----- | ------ | ------ | ------ |
| 1   | Estados Unidos | 14  | 3     | 3     | 0     | 2          | 1          | 0          | 0          | 0          | 0          | 9    | 1    | 9.000 | 248    | 192    | 1.292  |
| 2   | México         | 11  | 3     | 2     | 1     | 2          | 0          | 0          | 0          | 1          | 0          | 7    | 3    | 2.333 | 233    | 199    | 1.171  |
| 3   | Costa Rica     | 3   | 3     | 1     | 2     | 0          | 0          | 1          | 0          | 0          | 2          | 3    | 8    | 0.375 | 230    | 250    | 0.920  |
| 4   | Belize         | 2   | 3     | 0     | 3     | 0          | 0          | 0          | 1          | 0          | 2          | 2    | 9    | 0.222 | 196    | 266    | 0.737  |

| Data   | Hora  |                | Placar |                | Set 1 | Set 2 | Set 3 | Set 4 | Set 5 | Total   | Relatório |
| ------ | ----- | -------------- | ------ | -------------- | ----- | ----- | ----- | ----- | ----- | ------- | --------- |
| 13 mar | 14:00 | Estados Unidos | 3–0    | Belize         | 25–11 | 25–21 | 25–22 |       |       | 75–54   | P2 P3     |
| 13 mar | 16:00 | Costa Rica     | 0–3    | México         | 23–25 | 20–25 | 16–25 |       |       | 59–75   | P2 P3     |
| 14 mar | 16:00 | Estados Unidos | 3–1    | México         | 23–25 | 25–19 | 25–19 | 25–20 |       | 98–83   | P2 P3     |
| 14 mar | 18:00 | Costa Rica     | 3–2    | Belize         | 25–14 | 21–25 | 30–32 | 25–18 | 15–11 | 116–100 | P2 P3     |
| 15 mar | 14:00 | Costa Rica     | 0–3    | Estados Unidos | 18–25 | 20–25 | 17–25 |       |       | 55–75   | P2 P3     |
| 15 mar | 16:00 | México         | 3–0    | Belize         | 25–13 | 25–14 | 25–15 |       |       | 75–42   | P2 P3     |

### Grupo B
|     |            |     | Jogos | Jogos | Jogos | Resultados | Resultados | Resultados | Resultados | Resultados | Resultados | Sets | Sets | Sets  | Pontos | Pontos | Pontos |
| Pos | Equipe     | Pts | T     | V     | D     | 3–0        | 3–1        | 3–2        | 2–3        | 1–3        | 0–3        | V    | P    | R     | V      | P      | R      |
| --- | ---------- | --- | ----- | ----- | ----- | ---------- | ---------- | ---------- | ---------- | ---------- | ---------- | ---- | ---- | ----- | ------ | ------ | ------ |
| 1   | Porto Rico | 14  | 3     | 3     | 0     | 2          | 1          | 0          | 0          | 0          | 0          | 9    | 1    | 9.000 | 247    | 193    | 1.280  |
| 2   | Guatemala  | 9   | 3     | 2     | 1     | 1          | 1          | 0          | 0          | 0          | 1          | 6    | 4    | 1.500 | 224    | 197    | 1.137  |
| 3   | Nicarágua  | 7   | 3     | 1     | 2     | 1          | 0          | 0          | 0          | 2          | 0          | 5    | 6    | 0.833 | 236    | 254    | 0.929  |
| 4   | Suriname   | 0   | 3     | 0     | 3     | 0          | 0          | 0          | 0          | 0          | 3          | 0    | 9    | 0.000 | 163    | 226    | 0.721  |

| Data   | Hora  |            | Placar |            | Set 1 | Set 2 | Set 3 | Set 4 | Set 5 | Total | Relatório |
| ------ | ----- | ---------- | ------ | ---------- | ----- | ----- | ----- | ----- | ----- | ----- | --------- |
| 13 mar | 18:00 | Porto Rico | 3–1    | Nicarágua  | 21–25 | 25–19 | 25–16 | 25–20 |       | 96–80 | P2 P3     |
| 13 mar | 20:00 | Guatemala  | 3–0    | Suriname   | 25–19 | 25–8  | 25–14 |       |       | 75–41 | P2 P3     |
| 13 mar | 14:00 | Porto Rico | 3–0    | Suriname   | 25–17 | 26–24 | 25–19 |       |       | 76–60 | P2 P3     |
| 13 mar | 20:00 | Guatemala  | 3–1    | Nicarágua  | 21–25 | 25–20 | 25–18 | 25–18 |       | 96–81 | P2 P3     |
| 13 mar | 18:00 | Suriname   | 0–3    | Nicarágua  | 22–25 | 18–25 | 22–25 |       |       | 62–75 | P2 P3     |
| 13 mar | 20:00 | Guatemala  | 0–3    | Porto Rico | 19–25 | 18–25 | 16–25 |       |       | 53–75 | P2 P3     |

## Fase final
|  | Quartas de final | Quartas de final |                |   | Semifinais | Semifinais     |                |  | Final | Final |
|  |                  |                  |                |   |            |                |                |  |       |       |
|  |                  |                  |                |   |            |                |                |  |       |       |
|  |                  |                  |                |   |            |                |                |  |       |       |
|  | México           | 3                |                |   |            |                |                |  |       |       |
|  | México           | 3                |                |   |            |                |                |  |       |       |
|  | Nicarágua        | 0                |                |   |            |                |                |  |       |       |
|  | Nicarágua        | 0                | Porto Rico     | 0 |            |                |                |  |       |       |
|  |                  |                  | Porto Rico     | 0 |            |                |                |  |       |       |
|  |                  |                  | México         | 3 |            |                |                |  |       |       |
|  |                  |                  | México         | 3 |            |                |                |  |       |       |
|  |                  |                  |                |   |            |                |                |  |       |       |
|  |                  |                  |                |   |            |                |                |  |       |       |
|  | México           | 0                |                |   |            |                |                |  |       |       |
|  | México           | 0                |                |   |            |                |                |  |       |       |
|  |                  | Estados Unidos   | 3              |   |            |                |                |  |       |       |
|  | Guatemala        | Estados Unidos   | 3              | 0 |            |                |                |  |       |       |
|  | Guatemala        |                  |                | 0 |            |                |                |  |       |       |
|  | Costa Rica       | 3                |                |   |            |                |                |  |       |       |
|  | Costa Rica       | 3                | Estados Unidos | 3 |            |                |                |  |       |       |
|  |                  |                  | Estados Unidos | 3 |            |                |                |  |       |       |
|  |                  |                  | Costa Rica     | 0 |            | Terceiro lugar | Terceiro lugar |  |       |       |
|  |                  |                  | Costa Rica     | 0 |            | Terceiro lugar | Terceiro lugar |  |       |       |
|  |                  |                  |                |   |            |                |                |  |       |       |
|  |                  |                  |                |   |            |                |                |  |       |       |
|  | Porto Rico       | 3                |                |   |            |                |                |  |       |       |
|  | Porto Rico       | 3                |                |   |            |                |                |  |       |       |
|  | Costa Rica       | 2                |                |   |            |                |                |  |       |       |
|  | Costa Rica       | 2                |                |   |            |                |                |  |       |       |

|  | 5º–8º lugar | 5º–8º lugar |              |   | Quinto lugar | Quinto lugar |
|  |             |             |              |   |              |              |
|  |             |             |              |   |              |              |
|  |             |             |              |   |              |              |
|  | Suriname    | 2           |              |   |              |              |
|  | Suriname    | 2           |              |   |              |              |
|  | Nicarágua   | 3           |              |   |              |              |
|  | Nicarágua   | 3           | Nicarágua    | 0 |              |              |
|  |             |             | Nicarágua    | 0 |              |              |
|  |             | Guatemala   | 3            |   |              |              |
|  | Belize      | Guatemala   | 3            | 0 |              |              |
|  | Belize      |             |              | 0 |              |              |
|  | Guatemala   | 3           |              |   |              |              |
|  | Guatemala   | 3           | Sétimo lugar |   |              |              |
|  |             |             |              |   |              |              |
|  |             |             |              |   |              |              |
|  |             |             |              |   |              |              |
|  | Suriname    | 0           |              |   |              |              |
|  | Suriname    | 0           |              |   |              |              |
|  | Belize      | 3           |              |   |              |              |

#### Quartas de final
| Data   | Hora  |           | Placar |            | Set 1 | Set 2 | Set 3 | Set 4 | Set 5 | Total | Relatório |
| ------ | ----- | --------- | ------ | ---------- | ----- | ----- | ----- | ----- | ----- | ----- | --------- |
| 16 mar | 18:00 | México    | 3–0    | Nicarágua  | 25–13 | 25–20 | 25–15 |       |       | 75–48 | P2 P3     |
| 16 mar | 20:00 | Guatemala | 0–3    | Costa Rica | 21–25 | 13–25 | 21–25 |       |       | 55–75 | P2 P3     |

#### 5º–8º lugar
| Data   | Hora  |          | Placar |           | Set 1 | Set 2 | Set 3 | Set 4 | Set 5 | Total   | Relatório |
| ------ | ----- | -------- | ------ | --------- | ----- | ----- | ----- | ----- | ----- | ------- | --------- |
| 17 mar | 14:00 | Suriname | 2–3    | Nicarágua | 26–28 | 25–20 | 18–25 | 25–29 | 7–15  | 101–117 | P2 P3     |
| 17 mar | 16:00 | Belize   | 0–3    | Guatemala | 23–25 | 16–25 | 17–25 |       |       | 56–75   | P2 P3     |

#### Semifinais
| Data   | Hora  |                | Placar |            | Set 1 | Set 2 | Set 3 | Set 4 | Set 5 | Total | Relatório |
| ------ | ----- | -------------- | ------ | ---------- | ----- | ----- | ----- | ----- | ----- | ----- | --------- |
| 17 mar | 18:00 | Porto Rico     | 0–3    | México     | 22–25 | 14–25 | 29–31 |       |       | 65–81 | P2 P3     |
| 17 mar | 20:00 | Estados Unidos | 3–0    | Costa Rica | 25–19 | 25–19 | 25–15 |       |       | 75–53 | P2 P3     |

#### Sétimo lugar
| Data   | Hora  |          | Placar |        | Set 1 | Set 2 | Set 3 | Set 4 | Set 5 | Total | Relatório |
| ------ | ----- | -------- | ------ | ------ | ----- | ----- | ----- | ----- | ----- | ----- | --------- |
| 18 mar | 14:00 | Suriname | 0–3    | Belize | 19–25 | 22–25 | 18–25 |       |       | 59–75 | P2 P3     |

#### Quinto lugar
| Data   | Hora  |           | Placar |           | Set 1 | Set 2 | Set 3 | Set 4 | Set 5 | Total | Relatório |
| ------ | ----- | --------- | ------ | --------- | ----- | ----- | ----- | ----- | ----- | ----- | --------- |
| 18 mar | 16:00 | Nicarágua | 0–3    | Guatemala | 24–26 | 21–25 | 22–25 |       |       | 67–76 | P2 P3     |

#### Terceiro lugar
| Data   | Hora  |            | Placar |            | Set 1 | Set 2 | Set 3 | Set 4 | Set 5 | Total   | Relatório |
| ------ | ----- | ---------- | ------ | ---------- | ----- | ----- | ----- | ----- | ----- | ------- | --------- |
| 18 mar | 18:00 | Porto Rico | 3–2    | Costa Rica | 24–26 | 25–22 | 18–25 | 25–22 | 15–12 | 107–107 | P2 P3     |

#### Final
| Data   | Hora  |        | Placar |                | Set 1 | Set 2 | Set 3 | Set 4 | Set 5 | Total | Relatório |
| ------ | ----- | ------ | ------ | -------------- | ----- | ----- | ----- | ----- | ----- | ----- | --------- |
| 18 mar | 20:00 | México | 0–3    | Estados Unidos | 23–25 | 22–25 | 20–25 |       |       | 65–75 | P2 P3     |

## Classificação final
| Posição | Equipe         |
| ------- | -------------- |
|         | Estados Unidos |
|         | México         |
|         | Porto Rico     |
| 4       | Costa Rica     |
| 5       | Guatemala      |
| 6       | Nicarágua      |
| 7       | Belize         |
| 8       | Suriname       |

|  | Classificado para o Campeonato Mundial Sub-19 de 2025 |

## Premiações
| Copa Pan-Americana Sub-19 de 2023   |
| Estados Unidos                      |
| ----------------------------------- |
| Estados Unidos Campeão (2.º título) |

### Individuais
Os atletas que se destacaram individualmente foramː
| - Most Valuable Player (MVP) Tread Rosenthal - Melhor oposto Yulius Brown - Melhor levantador Tread Rosenthal - Melhor líbero Osmar Peralta - Melhores ponteiros Sean Kelley Franco Roark | - Melhores centrais Angelo Guadamuz Joshua Aruya - Melhor recepção Kallen Larson - Maior pontuador Stanley Grant - Melhor defesa Osmar Peralta - Melhor saque Adolfo Rivas |